# Poligloție
Poligloția este abilitatea de a putea vorbi mai multe limbi. Cei care vorbesc în mod curent două limbi sunt bilingvi, iar cei care vorbesc trei, trilingvi. De regulă, una din ele este limbă maternă.

## Câteva caracteristici
Lingvistul american Michael Erard subliniază că, de regulă, poligloții capabili să vorbească fluent în diferite limbi nu le cunosc întotdeauna bine, iar poligloții care citesc în multe limbi nu le vorbesc foarte bine în totalitate. Chiar și cei mai înzestrați pot comuta ușor între nu mai mult de șase sau șapte limbi. Cercetătorii de la Universitatea Abertay (Scoția), condusă de prof. V. Kemp susțin că nivelul intelectual al poligloților nu depășește media.
Persoanele care cunosc mai mult de o limbă au fost raportate ca fiind mai abilitate în învățarea limbilor în comparație cu monolingvi.
 Multilingvismul, inclusiv societățile multilingve, precum și persoanele care vorbesc mai mult de o limbă, sunt comune. Poligloții sau hiperpoliglotii vorbesc, studiază sau utilizează un număr mare de limbi. În unele cazuri, savanții poligloți sunt dizabilități mintale cu capacități de studiu a mai multor limbi.

## Mituri
Multe mituri și multe prejudecăți au crescut în jurul noțiunilor de bi- și multilingvism în unele țări occidentale unde monolingvismul este normă. Cercetătorii din Regatul Unit și Polonia au enumerat cele mai frecvente concepții greșite:
- că bi- sau multilingvii sunt excepții de la "norma" monolingvară "în mod prestabilit" (de fapt, majoritatea populației lumii este multilingvă[5]);
- că pentru a merita eticheta "bi- / multilingv", trebuie să avem o comanda egală, "perfectă" și "nativelică" a ambelor limbi;
- că bilingvismul copilariei poate fi în detrimentul dezvoltării lingvistice și cognitive și, în consecință, poate duce la rezultate mai slabe la școală;
- că expunerea unui copil la mai mult de o limbă poate provoca deficiențe sau deficiențe ale limbajului sau că pentru copiii deja diagnosticați cu deficiențe două limbi înseamnă prea mult presiune și efort inutil;
- că copiii nu au suficient timp să învețe ambele limbi, prin urmare este mai bine să dobândească limbajul majoritar.
- că copiii vor fi confundați cu abilitatea de a vorbi două limbi și de "vârfurile limbii" De exemplu, unde se cunoaște semnificația și detaliile specifice ale unui cuvânt, dar nu se poate obține un cuvânt.
- acei indivizi bilingvi au tendința de a avea puțin mai puține vocabularități și mai slabe în "sarcinile de fluență verbală" decât omologul monolingv.

Toate acestea sunt condamnări dăunătoare care au fost mult timp dezvăluite, dar încă persistă în rândul multor părinți.

## Poligloți și hiperpoligloți
Persoanele care se consideră poligloți vorbesc în general, citesc sau folosesc altfel cinci sau mai multe limbi. Mulți poligloți și hiperpoligoți devin multilingvi prin studierea limbilor. Un hiperpoliglot notabil a fost cardinalul Giuseppe Caspar Mezzofanti, preot italian, care a vorbit în peste 70 de limbi. Competențele lingvistice și succesul în învățare variază de la persoană la persoană.  Neuroștiința multilingvismului indică eventuale diferențe între cei ce studiază mai multe limbi.
- Ghil'ad Zuckermann (n. 1971)
- Michele San Pietro (n. 1964), translator profesional italian, cunoaște 20 de limbi, înclusă cea română.